# سیارک ۲۳۸۵۱
سیارک ۲۳۸۵۱ (به انگلیسی: 23851 Rottman-Yang، نامگذاری:1998RZ34) بیست و سه هزار و هشتصد و پنجاه و یکمین سیارک کشف شده‌است که در ۱۴ سپتامبر ۱۹۹۸ کشف شد.
قدر مطلق سیارک برابر ۱۳.۵ است.